# IC 3560
IC 3560 ist eine linsenförmige Galaxie vom Hubble-Typ SB0/a? im Sternbild Haar der Berenike am Nordsternhimmel. Sie ist schätzungsweise 322 Millionen Lichtjahre von der Milchstraße entfernt und hat einen Durchmesser von etwa 50.000 Lichtjahren.

Im selben Himmelsareal befinden sich die Galaxien NGC 4558, NGC 4563, IC 3556, IC 3559.
Das Objekt wurde am 23. März 1903 von Max Wolf entdeckt.